# Return to Fantasy
Return to Fantasy är Uriah Heeps åttonde album, utgivet 1975. Skivan markerade som titeln indikerar en återgång till den musikaliska inriktning som förekom på albumet Demons and Wizards. Det var det första av två album som gjordes med basisten John Wetton. "Prima Donna" släpptes som singel från skivan och blev en stor hitsingel i Norge där den nådde #3 på VG-lista. Även titelspåret släpptes som singel, i nedkortad version. Det blev deras bäst säljande album i Storbritannien, men markerade också slutet på gruppens framgångar i USA där alla deras fem föregående album nått topp 40-placering på Billboardlistan. Skivans fodral var ett utvikskonvolut.

## Låtar
(upphovsman inom parentes)
1. Return to Fantasy (Hensley/Byron) 5.52
2. Shady Lady (Hensley/Box/Byron/Kerslake) 4.46
3. Devil's Daughter (Byron/Box/Hensley/Kerslake) 4.48
4. Beautiful Dream (Hensley/Byron/Box/Kerslake) 4.52
5. Prima Donna (Byron/Box/Kerslake/Hensley) 3.11
6. Your Turn to Remember (Hensley) 4.22
7. Showdown (Hensley/Byron/Box/Kerslake) 4.17
8. Why Did You Go (Byron/Box/Hensley/Kerslake) 3.53
9. A Year or a Day (Hensley) 4.22

## Musiker
- David Byron - sång
- Mick Box - Gitarr
- Ken Hensley - Keyboard, Gitarr, Synt, sång
- Lee Kerslake - Trummor, sång
- John Wetton - Bas, sång

## Listplaceringar
| Lista (1975)   | Position            |
| -------------- | ------------------- |
| Danmark        | 12 (DR "Top 20")    |
| Finland        | 8                   |
| Kanada         | 83 (RPM)            |
| Nederländerna  | 10                  |
| Norge          | 2 (VG-lista)        |
| Nya Zeeland    | 29                  |
| Storbritannien | 7 (UK Albums Chart) |
| Sverige        | 7 (Kvällstoppen)    |
| USA            | 85 (Billboard 200)  |
| Västtyskland   | 21                  |
| Österrike      | 3                   |